# تراتنباخ
تراتنباخ (به آلمانی: Trattenbach) یک منطقهٔ مسکونی در اتریش است که در ناحیه نوین‌کیرشن واقع شده‌است. تراتنباخ ۳۰٫۸۶ کیلومتر مربع مساحت دارد ۷۷۷ متر بالاتر از سطح دریا واقع شده‌است.